# Dissenter
Unter einem Dissenter versteht man besonders in der Kirchengeschichte von England und Wales ein Mitglied einer kirchlichen Gemeinde, das sich seiner abweichenden Glaubensüberzeugung wegen von der Amtskirche getrennt hat. Dissenters wurden oft als Fremdzuschreibung auch Abweichler, Andersdenkende, Nonkonformisten, Separatisten oder Unabhängige genannt.

## Definition/Abgrenzung
Als Dissenters werden in der Regel die protestantischen Nonkonformisten bezeichnet, die im Laufe der Kirchenreformen des 16. bis 18. Jahrhunderts von der Anglikanischen Staatskirche und deren Hierarchie abfielen und eigene, unabhängige Glaubensgemeinschaften bildeten. Die Bezeichnung Nonkonformisten wurde anfänglich (1665) nur für diejenigen Gläubigen verwendet, die sich zwar weigerten, bestimmte religiöse Vorschriften der Amtskirche einzuhalten, aber noch nicht aus der Kirchengemeinschaft austraten.
Im weiteren Sinn schließt der Begriff auch diejenigen englischen beziehungsweise walisischen Katholiken ein, die 1779 im Entwurf des Relief Act als Protesting Catholic Dissenters bezeichnet wurden.

## Geschichtliche Einordnung
Erste Tendenzen zu abweichenden, neuen Glaubensüberzeugungen in England wurden bei den Lollarden sichtbar. Sie orientierten sich an den Lehren John Wyclifs, der von etwa 1330 bis 1384 gelebt und gewirkt hatte, und sie wollten die vorhandene katholische Kirche reformieren. Sie betonten die Gleichheit von Priestern und Laien, eine Reduktion der Sakramente, eine Aufwertung der Bibel für die Kirche und die Gläubigen, zu deren Lesung und Auslegung jeder Christ befähigt werden sollte. Für die Verbreitung dieser Ziele versammelten sie sich in Hauskreisen, gehörten aber weiterhin der katholischen Kirche an. Sie galten als Vorbereiter der Reformation, aber sie wurden bis um 1530 als Häretiker und Ketzer angesehen und verfolgt.
Nonkonforme Täufergruppen und Spiritualisten bildeten sich ab 1525 im oberdeutschen, seit 1530 auch im niederdeutsch-niederländischen Sprachraum, ab 1540 in Italien und seit 1565 in Polen. Letztere wurden als Polnische Brüder bezeichnet, die sowohl täuferisch als auch antitrinitarisch gesinnt waren und später als Unitarier bekannt wurden. Infolge Verfolgungen entstand ein Druck und Zwang zur Auswanderung und zum Austausch in Richtung Holland und Nordamerika. In den nördlichen Niederlanden wurden die Mennoniten ab 1570 toleriert. Unter Maria Tudor (1516–1558) verließen etliche englische Protestanten der Oberschicht um ihres Glaubens willen ihr Land und fanden Zuflucht in reformierten Städten Deutschlands, der Schweiz und Hollands. Nach der Teilung der Utrechter Union 1566 bis 1585 herrschte ab 1579 in der nördlichen Republik erstmals Gewissensfreiheit.
Die vom Reformator Johannes a Lasco (1499–1560) geleitete Ausländergemeinde in London kann als erstes, kleines Kirchenmodell der Puritaner angesehen werden. Königin Elisabeth I. (1533–1603) versuchte während ihrer Regierungszeit in der zweiten Hälfte des 16. Jahrhunderts eine Übereinkunft (englisch: settlement) zwischen den verschiedenen Strömungen der Church of England zu erreichen. Einigen Puritanern gingen diese Reformen zu wenig weit, und sie gründeten nach 1570 eigene, unabhängige Gemeinden in London, Norwich, Gainsborough und Southwark. Infolge staatlicher Verfolgungen und Verhaftungen ab 1580 wanderten viele separatistische Puritaner in die Niederlande aus, wo sich puritanische Kirchgemeinden in Middelburg, Leiden und Amsterdam formieren konnten. Robert Browne (1550–1633) und Robert Harrison (1545–1585) waren die ersten Kirchenführer solcher Gemeinden. In mehreren holländischen Städten wurden puritanische Schriften publiziert, der Drucker Richard Schilders (1538–1634) in Middelburg produzierte puritanische Werke, die in England damals nicht hätten gedruckt werden können, aber von Holland dorthin gelangten. Nach ersten Kirchengründungen in England durch John Smyth (1554–1612) entstand 1609 in Amsterdam die erste englischsprachige Baptistengemeinde.
Die von den eigentlichen Dissenters abgelehnten staatskirchlichen Vorschriften waren seit dem 16. Jahrhundert in mehreren vom Parlament verabschiedeten Uniformitätsakten niedergelegt worden. Während des Commonwealths unter Oliver Cromwell 1649 bis 1660 wurde die Uniformitätsgesetzgebung aufgehoben, während der Restauration unter Karl II. aber 1662 erneuert und durch weitere Gesetze gegen Katholiken und Nonkonformisten ergänzt im Clarendon Code. Im Zuge der Glorreichen Revolution wurde den Dissenters mit dem Act of Toleration von 1689 eingeschränkte Religionsfreiheit gewährt. Aus diesem Gesetz leitet sich auch hauptsächlich der Begriff Dissenter ab, der Mitte des 18. Jahrhunderts zunehmend durch das Wort Nonconformist abgelöst wurde.

## Bekannte Gruppen und Persönlichkeiten
- Adamiten
- Baptisten (existieren noch heute)
  - John Bunyan
  - Thomas Helwys
  - John Smyth
  - Roger Williams
- Barrowisten
  - Henry Barrowe
- Behmenisten
  - Jakob Böhme
- Brownisten
  - Robert Browne
- Kongregationalisten (existieren noch heute)
  - Robert Browne
- Countess of Huntingdon’s Connexion (existieren noch heute)
  - Selina Hastings, Countess of Huntingdon
- Enthusiasten
- Familisten
  - Heinrich Niclaes
- Fifth Monarchy Men
  - Thomas Harrison
  - Christopher Feake
  - Vavasor Powell
  - John Carew
  - John Rogers
  - Thomas Venner
- Grindletonianer
  - Roger Brereley
- Independenter
- Levellers
  - John Lilburne
- Muggletonianer
  - Lodowicke Muggleton
- Philadelphianer
- Presbyterianer (existieren noch heute)
  - Daniel Defoe
  - Matthew Henry
  - Joseph Priestley
- Puritaner
  - Richard Baxter (1615–1691)
  - John Eaton (1575–1631)
  - John Goodwin (1594–1665)
  - John Milton (1608–1674)
  - John Owen (1616–1685)
- Quäker (existieren noch heute)
  - George Fox
  - William Penn
  - Robert Barclay
- Renters beziehungsweise Renterismus[6]
  - Rice Jones
- Sabbatarianer
- Seekers
  - Bartholomew Legate
- Sozinianer (siehe unter Unitarier)
- True Levellers beziehungsweise Diggers
  - Gerrard Winstanley
- Unitarier (existieren noch heute)
  - Patrick Pakingham
  - Francis Kett
  - Bartholomew Legate
  - Edward Wightman
  - John Biddle